# Landsuðursfjall
Landsuðursfjall è un rilievo alto 621 metri sul mare situato sull'isola di Borðoy, nell'arcipelago delle Isole Fær Øer, in Danimarca.